# سرخس حرشفي شوكي
سرخس حرشفي شوكي (الاسم العلمي: Polypodium echinolepis) هو نوع نباتي يتبع جنس السرخس من فصيلة السرخسية.